# ETRN
ETRN (Extended Turn) è un'estensione del protocollo SMTP usato per l'invio della posta elettronica.
Esso permette a un server di posta di effettuare una richiesta a un secondo mail server per inoltrare una notevole quantità di mail. Il secondo mail server effettua una nuova connessione SMTP con il primo. Diversi livelli di sicurezza sono garantiti dall'autenticazione base del DNS del server iniziale. 
L'uso del servizio ETRN è molto utile per l'interscambio tra due server di posta connessi e l'invio di grande quantità di e-mail, al fine di garantire una perfetta ricezione e invio della propria posta.